# Saint-Maurice, Puy-de-Dôme

Saint-Maurice este o comună în departamentul Puy-de-Dôme, Franța. În 1 ianuarie 2022 avea o populație de 990 de locuitori.